# Euchlaena
Euchlaena är ett släkte av fjärilar. Euchlaena ingår i familjen mätare.

## Bildgalleri

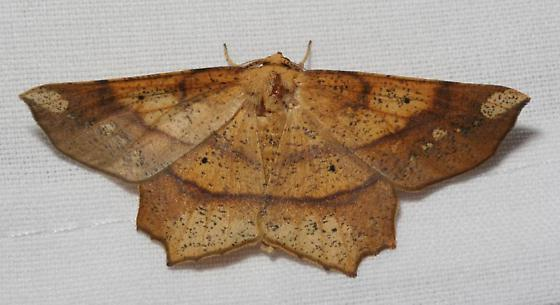
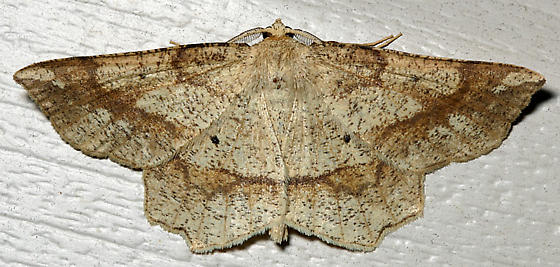
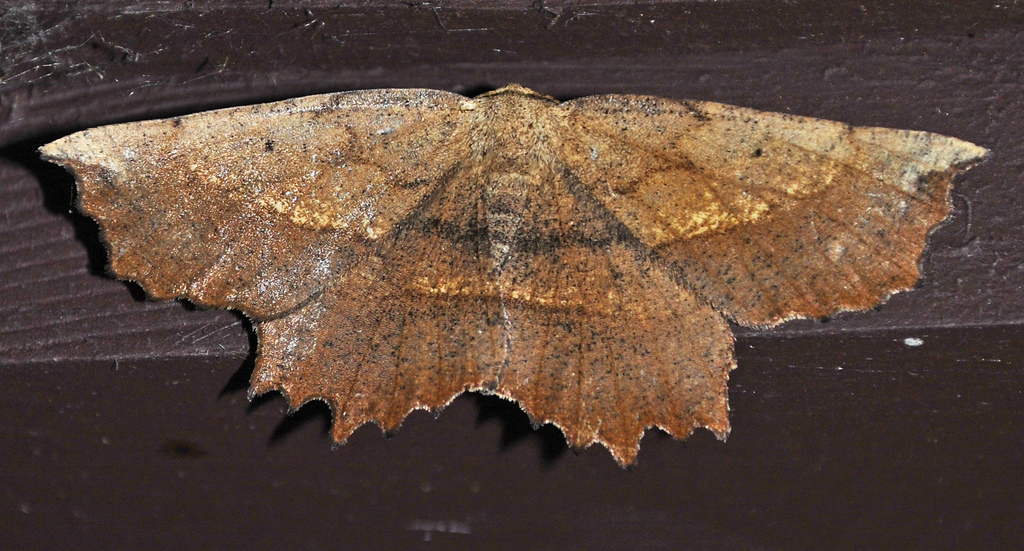
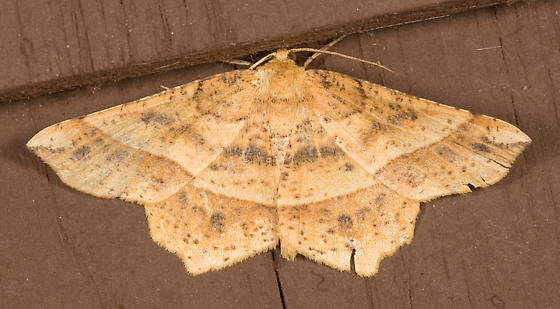

## Dottertaxa tillEuchlaena, i alfabetisk ordning[1]
- Euchlaena abnormalis
- Euchlaena adoptivaria
- Euchlaena albertanensis
- Euchlaena amoenaria
- Euchlaena aniliaria
- Euchlaena arefactaria
- Euchlaena argillaria
- Euchlaena argyllaria
- Euchlaena astylusaria
- Euchlaena bilinearia
- Euchlaena clementina
- Euchlaena concisaria
- Euchlaena decisaria
- Euchlaena deductaria
- Euchlaena deplanaria
- Euchlaena detractaria
- Euchlaena effecta
- Euchlaena effectaria
- Euchlaena falcata
- Euchlaena galbanaria
- Euchlaena galbinaria
- Euchlaena imitata
- Euchlaena incisaria
- Euchlaena irraria
- Euchlaena johnsonaria
- Euchlaena madusaria
- Euchlaena manubiaria
- Euchlaena manubriaria
- Euchlaena marginaria
- Euchlaena marginata
- Euchlaena marjoraria
- Euchlaena milnei
- Euchlaena minoraria
- Euchlaena mollisaria
- Euchlaena muzaria
- Euchlaena obtusaria
- Euchlaena occantaria
- Euchlaena ochrearia
- Euchlaena oponearia
- Euchlaena pectinaria
- Euchlaena propriaria
- Euchlaena serrata
- Euchlaena serrataria
- Euchlaena silacea
- Euchlaena sirenaria
- Euchlaena tigrinaria
- Euchlaena tiviaria
- Euchlaena undularia
- Euchlaena vinosaria
- Euchlaena vinulentaria